# Евхальція різнобарвна
Евхальція різнобарвна (Euchalcia variabilis) — вид комах з родини Совки (Noctuidae). Один із 42 видів палеартичного роду, поліморфний; у фауні України представлений типовим підвидом.

## Морфологічні ознаки

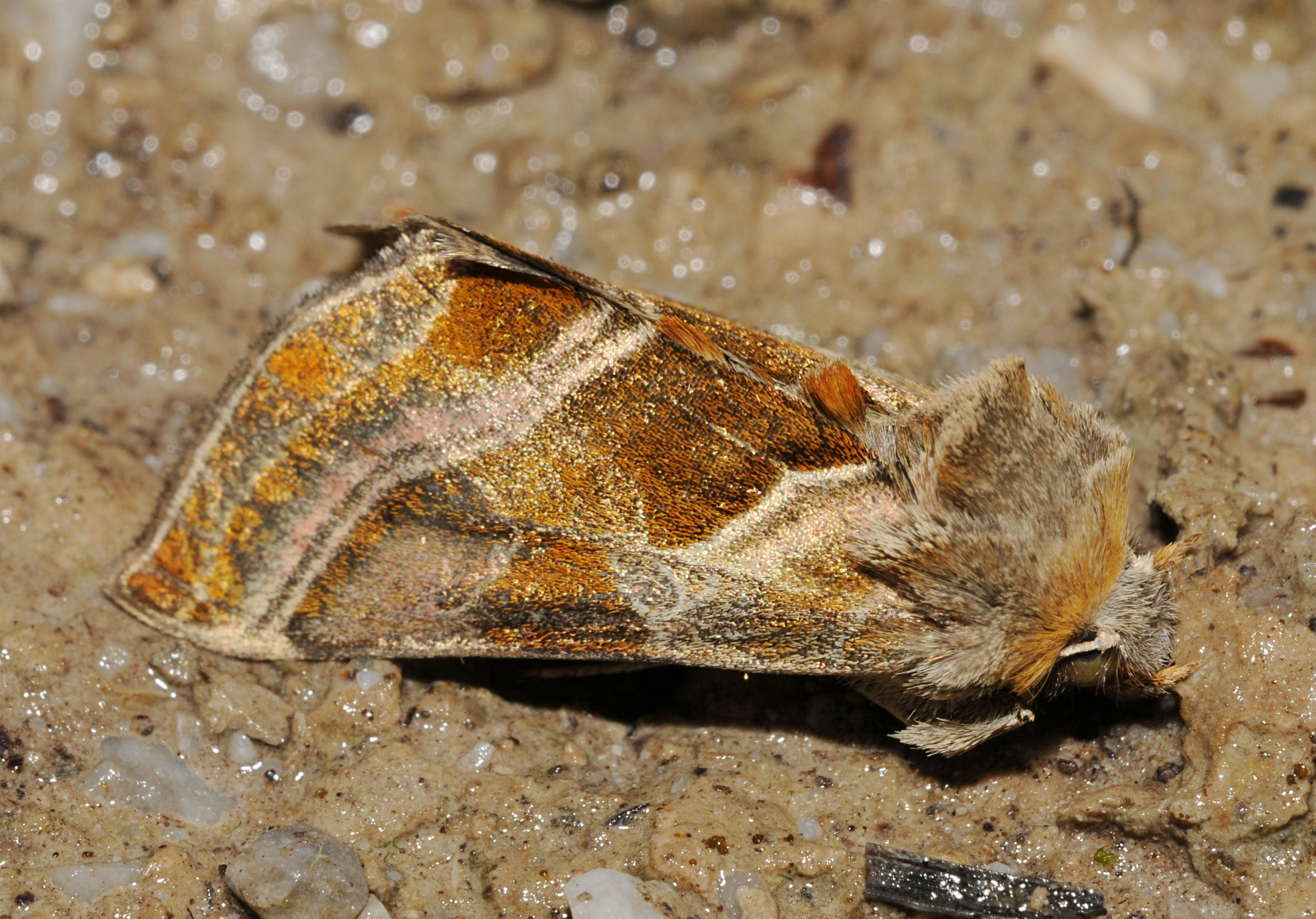

Розмах крил — 28-45 мм. Основний фон передніх крил зеленувато-оливковий. Кругла та V-подібна додаткова плями обведені блискучо-білою лінією, ниркоподібна пляма обведена частково білою, частково бурувато-рожевою лінією. Задні крила світло-сірі з жовтим відтінком, з темнішими жилками та зовнішнім краєм.

## Поширення
Європа та палеарктична Азія крім півночі, на сході до Магаданської області та Монголії.
В Україні — в Карпатах (біля м. Сколе Львівської обл., Яремчанський та Верховинський райони ІваноФранківської обл.), на Донецькому кряжі (с. Провалля Свердловського району Луганської області), у Гірському Криму. Трапляється дуже рідко в горах на субальпійських та альпійських луках та галявинах на висоті 1200—2000 м н.р.м. та у степу.

## Особливості біології
Дає 1 генерацію на рік. Літ імаго триває з червня до середини серпня. Активний у сутінках та вночі, живиться нектаром квіток смілки та будяків. Гусінь живе спочатку групами серед обплетених шовковинкою листків кормових рослин, після зимівлі — поодинці. Живиться переважно верхівковими листками жовтецевих (аконіт, дельфіній, рутвиця орликолиста, сокирки Аякса). Заляльковується в кінці травня в білому шовковистому коконі на кормових рослинах. Розвиток лялечки триває 14-15 діб.

## Загрози та охорона
Загрози: надмірний випас худоби, застосування пестицидів, наявність паразитичних комах.
Заходи з охорони не розроблені. Треба зберегти ділянки альпійських та субальпійських лук, обмежити випасання худоби, викошування трави, застосування пестицидів у місцях перебування виду.